# Bergland Fußballmeisterschaft

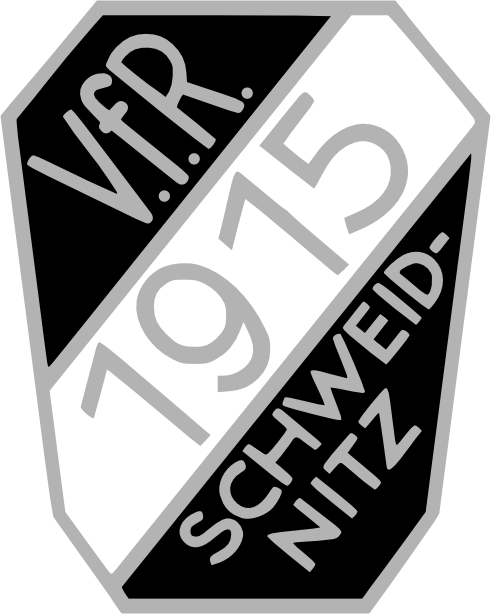
VfR 1915 Schweidnitz – 2 mal Bergland Meister

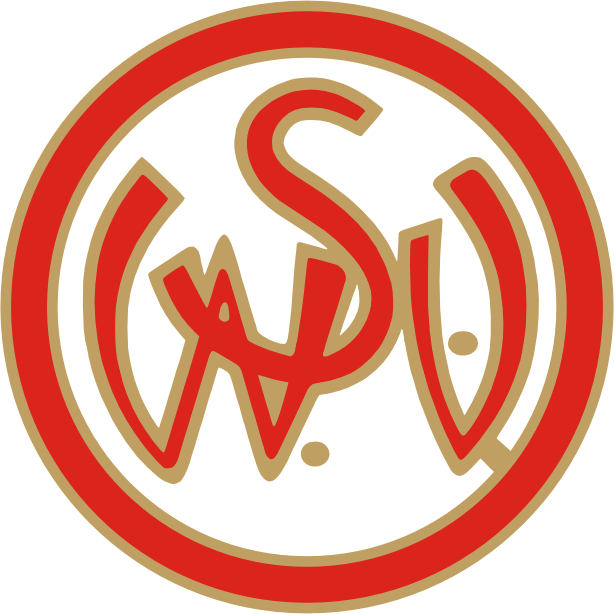
Waldenburger SV 1909 – 2 mal Bergland Meister

Die Fußballmeisterschaft von Bergland wurde zwischen der Saison 1924/25 und 1932/1933 im Südostdeutschen Fußball-Verband (SOFV) ausgespielt, wobei der VfR 1915 Schweidnitz und der Waldenburger SV 1909 mit jeweils zwei Meisterschaften Rekordmeister sind. Der Bergland Meister qualifizierte sich für die Endrunde um die Südostdeutsche Meisterschaft.

## Geschichte
1924 entschloss sich der SOFV, die Bezirksklasse Bergland ins Leben zu rufen. Die Vereine stammten aus dem Waldenburger Bergland und spielten vorher überwiegend in dem Bezirk Niederschlesien. Eingeteilt war die Bezirksklasse in Bergland Ost und Bergland West, deren jeweilige Meister ein Entscheidungsspiel um die Meisterschaft von Bergland ausrichteten. In dem relativ jungen Fußball-Bezirk konnte keine Mannschaft über Jahre eine Dominanz entwickeln, so dass es in den 8 Jahren des Bestehens der Bezirksklasse Bergland 6 verschiedene Meister gab. Der Meister, sowie ab der Saison 1929/30 auch der Vizemeister, qualifizierten sich für die Südostdeutsche Endrunde. Zu keiner Zeit jedoch konnte ein Verein bei der Endrunde mit den Vereinen aus anderen Bezirken des SOFV mithalten, so dass meist nur die hinteren Plätze blieben. Im Zuge der Gleichschaltung wurde der Südostdeutsche Fußball-Verband wenige Monate nach der Machtübernahme der Nationalsozialisten im Jahre 1933 aufgelöst. Somit hörte auch die Bezirksklasse Bergland auf zu existieren. Die Vereine wurden ab 1933 der Gauliga Schlesien bzw. deren Unterbau zugeordnet.

## Bergland Meister 1926–1933
| Saison  | Bergland Meister     | Abschneiden Südost- deutsche Meisterschaft | Südostdeutscher Meister           |
| ------- | -------------------- | ------------------------------------------ | --------------------------------- |
| 1925/26 | SV Hirschberg 1919   | Siebter                                    | Breslauer SC 08                   |
| 1926/27 | SV Preußen Glatz     | Achter                                     | Vereinigte Breslauer Sportfreunde |
| 1927/28 | VfR 1915 Schweidnitz | Siebter A                                  | Breslauer SC 08                   |
| 1928/29 | SV Silesia Freiburg  | Fünfter (Verliererstaffel) B               | SC Preußen Zaborze                |
| 1929/30 | VfR 1915 Schweidnitz | Vierter (Verliererstaffel)                 | Beuthener SuSV 09                 |
| 1930/31 | Waldenburger SV 1909 | Sechster (Verliererstaffel)                | Beuthener SuSV 09                 |
| 1931/32 | VfB Langenbielau     | Sechster (Verliererstaffel)                | Beuthener SuSV 09                 |
| 1932/33 | Waldenburger SV 1909 | Vierter (Verliererstaffel)                 | Beuthener SuSV 09                 |

## Vizemeister 1930–1933
| Saison  | Bergland Vizemeister   | Abschneiden Südost- deutsche Meisterschaft | Südostdeutscher Meister |
| ------- | ---------------------- | ------------------------------------------ | ----------------------- |
| 1929/30 | SV Preußen Schweidnitz | Sechster (Verliererstaffel)                | Beuthener SuSV 09       |
| 1930/31 | VfB Langenbielau       | Vierter (Verliererstaffel)                 | Beuthener SuSV 09       |
| 1931/32 | Waldenburger SV 1909   | Fünfter (Verliererstaffel)                 | Beuthener SuSV 09       |
| 1932/33 | SV Preußen Schweidnitz | Dritter (Verliererstaffel)                 | Beuthener SuSV 09       |

## Rekordmeister
Bergländische Rekordmeister sind der VfR 195 Schweidnitz und der Waldenburger SV 1909 mit jeweils 2 Meisterschaften.
|  | Verein               | Titel | Jahr       |
|  | -------------------- | ----- | ---------- |
|  | VfR 1915 Schweidnitz | 2     | 1928, 1930 |
|  | Waldenburger SV 1909 | 2     | 1931, 1933 |
|  | SV Hirschberg 1919   | 1     | 1926       |
|  | SV Preußen Glatz     | 1     | 1927       |
|  | SV Silesia Freiburg  | 1     | 1929       |
|  | VfB Langenbielau     | 1     | 1932       |